# مقاطعة يورك (مين)
مقاطعة يورك، هي مقاطعة أمريكية تقع في أقصى جنوب وغرب ولاية مين الأمريكية، وتجاور من جهتها الشرقية حدود ولاية نيوهامشير. تفصلها عن مقاطعة سترافورد في نيوهامشير مياه نهر سالمون فولز ومصبّه المدي المتصل، نهر بيسكاتاكوا.
تأسست المقاطعة بشكل دائم في عام 1639، وتضم عددًا من أقدم المستوطنات الاستعمارية في ولاية مين، مما يجعلها أقدم مقاطعة في الولاية وواحدة من أقدم المقاطعات في الولايات المتحدة.
وفقًا لتعداد عام 2020، بلغ عدد سكان مقاطعة يورك 211,972 نسمة، ما يجعلها ثاني أكثر المقاطعات سكانًا في ولاية مين. يقع مركز المقاطعة الإداري في بلدة ألفريد. كما تُصنّف ضمن المنطقة الإحصائية الحضرية لبورتلاند – ساوث بورتلاند في ولاية مين.

## الموقع
تشترك في الحدود مع:
- مقاطعة أكسفورد (مين)
- مقاطعة كمبرلاند.

## التقسيمات الإدارية
- أكتون
- Alfred, Maine [الإنجليزية]‏
- Arundel, Maine [الإنجليزية]‏
- Berwick, Maine [الإنجليزية]‏
- بيدفورد، مين
- Buxton, Maine [الإنجليزية]‏
- كورنيش
- دايتون
- إليوت
- هوليس
- كينبونك
- كينبونكبورت
- Kittery, Maine [الإنجليزية]‏
- لبنان
- Limerick, Maine [الإنجليزية]‏
- Limington, Maine [الإنجليزية]‏
- لايمان
- نيوفيلد
- North Berwick, Maine [الإنجليزية]‏
- Ogunquit, Maine [الإنجليزية]‏
- أولد أرتشارد
- بارسونفيلد
- ساكو
- سانفورد
- Shapleigh, Maine [الإنجليزية]‏
- South Berwick, Maine [الإنجليزية]‏
- Waterboro, Maine [الإنجليزية]‏
- Wells, Maine [الإنجليزية]‏
- York, Maine [الإنجليزية]‏.

## أعلام
- هيو مكولوتش
- جون غودوين ليمان
- فرانك إس. بلاك